# 12306 Pebronstein
12306 Pebronstein este un asteroid din centura principală de asteroizi.

## Descriere
12306 Pebronstein este un asteroid din centura principală de asteroizi. A fost descoperit pe 7 octombrie 1991 la Observatorul Palomar de Charles P. de Saint-Aignan. Asteroidul prezintă o orbită caracterizată de o semiaxă mare de 2,44 ua, o excentricitate de 0,12 și o înclinație de 3,7° în raport cu ecliptica.